# Paul McShane
Paul David McShane (Wicklow, Írország, 1986. január 6.) ír labdarúgó, aki visszavonulása előtt a Premier Leagueben szereplő Manchester United játékosa volt. Jelenleg a Manchester United utánpótláscsapatának egyik edzője. Posztját tekintve, hátvéd.

## Gyermekkora
McShane Wicklow megyében található, Wicklow városában született, a dél-dublini St Joseph's Boys ifiakadémiáján kezdett futballozni, előtte a helyi Greystoneban és Newtonban játszott. Testvére, John McShane, a Llangefni Town labdarúgója.

## Pályafutása

### Manchester United
2002-ben került a Manchester Unitedhez. Részt vett a 2003-as FA Youth Cup döntőjén, ahol csapata 3–1-re legyőzte a Middlesbrough-t. 2004 decemberében kölcsönadták a Walsallnak, ahol négy meccsen játszott és egy gólt szerzett, a Sheffield Wednesday ellen. A 2005–06-os szezon előtt megkapta a 34-es számú mezt a United felnőtt csapatánál, de nem lépett pályára.
2005 augusztusában kölcsönvette a Brighton & Hove Albion. Először csak egy öt hónapra szóló szerződést írt alá a klubbal, de végül az egész szezont ott töltötte. Sikerült maga mellé állítania a szurkolókat, amikor győztes gólt szerzett egy Crystal Palace elleni rangadón. Az idény végén őt választották a Brighton legjobbjának.

### West Bromwich Albion
2006. augusztus 10-én a West Bromwich Albion leigazolta McShane-t Luke Steele-lel együtt. Két héttel később, egy Leyton Orient elleni Ligakupa-meccsen debütált. 2007. január 6-án gólt szerzett a Leeds United ellen az FA-kupában, ezzel 3–1-es győzelemhez segítve klubját. Összesen 42 meccsen játszott a birminghamieknél és három gólt szerzett.

### Sunderland
2007. július 26-án 1,5 millió fontért a Sunderlandhez szerződött. Egy Tottenham Hotspur elleni mérkőzésen mutatkozott be. Jó teljesítményének köszönhetően csapata nem kapott gólt és végül 1–0-ra győzött.

### Hull City

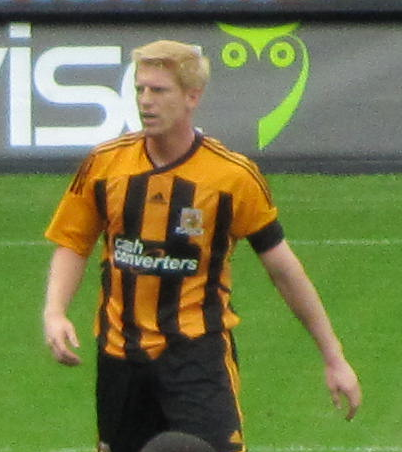
McShane a Hull City színeiben 2011-ben

2008. augusztus 29-én kölcsönvette a Hull City. December 28-án gólt szerzett a Liverpool ellen az Anfield Stadionban.
A Hull City 2009. augusztus 30-án véglegesen is leigazolta McShane-t. A vételárat nem hozták nyilvánosságra. 2011-ben a Barnsley FC-nek, 2012-ben pedig a Crystal Palacenek adták kölcsön, de innen visszarendelték. 2015. május 28-án McShane egyike volt annak az öt játékosnak akikre a Hull City már nem tartott igényt, így a 2014-15-ös szezon végén szerződést bontott a klub az ír védővel.

### Reading
2015. július 2-án McShane egy három évre szóló szerződést írt alá az angol Reading csapatával. 2015. augusztus 8-án lépett pályára először a Birmingham City csapata ellen. Első gólját egy  3–1-es győzelem alkalmával szerezte egykori klubja a West Bromwich Albion ellen, 2016. február 20-án az FA-Kupa ötödik fordulójában.
A Reading szerződést bontott vele a 2018-19-es szezon végén.

### Rochdale
2019. október 10-én a League Oneban szereplő Rochdale csapatához csatlakozott, ahol egy 2020. januárjáig szóló szerződést kapott. Ezt 18 hónappal meghosszabbították 2020. januárjának közepén

### Ismét a Manchester Unitedben
2021. július 23-án visszatért egykori klubjához, a Manchester Unitedhez mint játékos edző.

## Válogatott

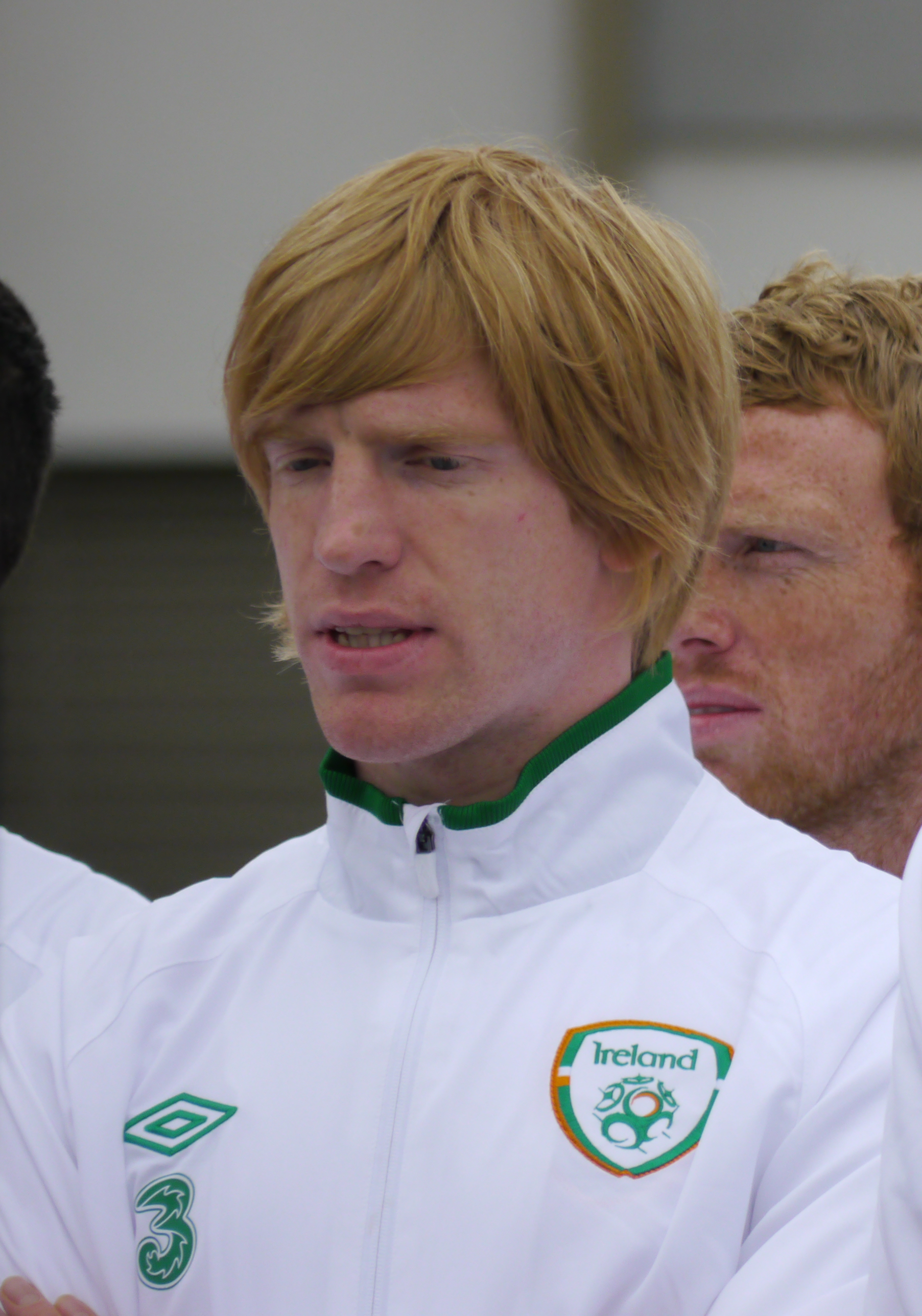
McShane az Ír válogatottal 2012-ben

McShane-t 2006. szeptember 25-én, a Ciprus és Csehország elleni Eb-selejtezőkre hívták be először az ír válogatottba, ahol Andy O’Brien és Richard Dunne bundagyanúja miatt játszhatott. A csehek ellen debütált 2006. október 11-én. A meccs 1–1-gyel ért véget és őt választották a találkozó legjobbjának. Ott volt a franciák elleni meccsen, amikor Thierry Henry kézzel adott gólpasszt.] A 2012-es ír keretbe Kevin Foley sérülése miatt kerülhetett be.

### Játékstílusa
Eamon Dunphy egyszer összehasonlította McShane-t Sergio Ramos-szal, úgy jellemezte a spanyol védőt "... mint a szteroidozott Paul McShane".

## Statisztika

### Klubcsapatbam
2021. július 23-án frissítve.
| Klub                             | Szezon         | Bajnokság      | Bajnokság     | Bajnokság | FA Cup        | FA Cup | Ligakupa      | Ligakupa | Más           | Más | Összes        | Összes |
| Klub                             | Szezon         | Bajnokság      | Pályára lépés | Gól       | Pályára lépés | Gól    | Pályára lépés | Gól      | Pályára lépés | Gól | Pályára lépés | Gól    |
| -------------------------------- | -------------- | -------------- | ------------- | --------- | ------------- | ------ | ------------- | -------- | ------------- | --- | ------------- | ------ |
| Manchester United                | 2004–05        | Premier League | 0             | 0         | 0             | 0      | 0             | 0        | 0             | 0   | 0             | 0      |
| Manchester United                | 2005–06        | Premier League | 0             | 0         | —             | —      | —             | —        | —             | —   | 0             | 0      |
| Manchester United                | Összes         | Összes         | 0             | 0         | 0             | 0      | 0             | 0        | 0             | 0   | 0             | 0      |
| Walsall (kölcsön)                | 2004–05        | League One     | 4             | 1         | —             | —      | —             | —        | —             | —   | 4             | 1      |
| Brighton & Hove Albion (kölcsön) | 2005–06        | Championship   | 38            | 4         | 1             | 0      | 1             | 0        | —             | —   | 40            | 4      |
| West Bromwich Albion             | 2006–07        | Championship   | 32            | 2         | 4             | 1      | 3             | 0        | 3             | 0   | 42            | 3      |
| Sunderland                       | 2007–08        | Premier League | 21            | 0         | 1             | 0      | 0             | 0        | —             | —   | 22            | 0      |
| Sunderland                       | 2008–09        | Premier League | 3             | 0         | 0             | 0      | 0             | 0        | —             | —   | 3             | 0      |
| Sunderland                       | 2009–10        | Premier League | 0             | 0         | —             | —      | 0             | 0        | —             | —   | 0             | 0      |
| Sunderland                       | Összes         | Összes         | 24            | 0         | 1             | 0      | 0             | 0        | —             | —   | 25            | 0      |
| Hull City (kölcsön)              | 2008–09        | Premier League | 17            | 1         | 2             | 0      | —             | —        | —             | —   | 19            | 1      |
| Hull City                        | 2009–10        | Premier League | 27            | 0         | 0             | 0      | 1             | 0        | —             | —   | 28            | 0      |
| Hull City                        | 2010–11        | Championship   | 19            | 0         | 0             | 0      | 1             | 0        | —             | —   | 20            | 0      |
| Hull City                        | 2011–12        | Championship   | 1             | 0         | 1             | 0      | —             | —        | —             | —   | 2             | 0      |
| Hull City                        | 2012–13        | Championship   | 25            | 2         | 3             | 0      | 1             | 0        | —             | —   | 29            | 2      |
| Hull City                        | 2013–14        | Premier League | 10            | 0         | 3             | 0      | 2             | 1        | —             | —   | 15            | 1      |
| Hull City                        | 2014–15        | Premier League | 20            | 1         | 1             | 0      | 1             | 0        | 1             | 0   | 23            | 1      |
| Hull City                        | Összes         | Összes         | 119           | 4         | 10            | 0      | 6             | 1        | 1             | 0   | 136           | 5      |
| Barnsley (kölcsön)               | 2010–11        | Championship   | 10            | 1         | —             | —      | —             | —        | —             | —   | 10            | 1      |
| Crystal Palace (kölcsön)         | 2011–12        | Championship   | 11            | 0         | —             | —      | 1             | 0        | —             | —   | 12            | 0      |
| Reading                          | 2015–16        | Championship   | 35            | 0         | 3             | 1      | 2             | 0        | —             | —   | 40            | 1      |
| Reading                          | 2016–17        | Championship   | 30            | 3         | 0             | 0      | 0             | 0        | 1             | 0   | 31            | 3      |
| Reading                          | 2017–18        | Championship   | 26            | 0         | 1             | 0      | 0             | 0        | —             | —   | 27            | 0      |
| Reading                          | 2018–19        | Championship   | 5             | 0         | 0             | 0      | 0             | 0        | —             | —   | 5             | 0      |
| Reading                          | Összes         | Összes         | 96            | 3         | 4             | 1      | 2             | 0        | 1             | 0   | 103           | 4      |
| Rochdale                         | 2019–20        | League One     | 16            | 0         | 1             | 1      | 0             | 0        | 0             | 0   | 17            | 1      |
| Rochdale                         | 2020–21        | League One     | 6             | 0         | 0             | 0      | 1             | 0        | 0             | 0   | 7             | 0      |
| Rochdale                         | összes         | összes         | 22            | 0         | 1             | 1      | 1             | 0        | 0             | 0   | 24            | 2      |
| Manchester United                | 2021–22        | Premier League | 0             | 0         | 0             | 0      | 0             | 0        | 0             | 0   | 0             | 0      |
| Manchester United                | összes         | összes         | 0             | 0         | 0             | 0      | 0             | 0        | 0             | 0   | 0             | 0      |
| Karrier összes                   | Karrier összes | Karrier összes | 356           | 15        | 21            | 3      | 14            | 1        | 5             | 0   | 396           | 19     |

### Válogatottban
2016. március 29-én frissítve.
| Válogatott | Év     | Pályára lépés | Gól |
| ---------- | ------ | ------------- | --- |
| Írország   | 2006   | 2             | 0   |
| Írország   | 2007   | 7             | 0   |
| Írország   | 2008   | 5             | 0   |
| Írország   | 2009   | 6             | 0   |
| Írország   | 2010   | 3             | 0   |
| Írország   | 2011   | 3             | 0   |
| Írország   | 2012   | 2             | 0   |
| Írország   | 2013   | 3             | 0   |
| Írország   | 2015   | 1             | 0   |
| Írország   | 2016   | 1             | 0   |
| összes     | összes | 33            | 0   |

## Sikerei, díjai
Manchester United
- FA Youth Cup: 2002–03

Hull City
- Championship ezüstérmes: 2012–13[35]
- FA Kupa ezüstérmes: 2013–14

Írország
- Nations Cup: 2011[36]

## Fordítás
Ez a szócikk részben vagy egészben  a   Paul McShane (footballer) című angol Wikipédia-szócikk fordításán alapul.  Az eredeti cikk szerkesztőit annak laptörténete sorolja fel. Ez a jelzés csupán a megfogalmazás eredetét és a szerzői jogokat jelzi, nem szolgál a cikkben szereplő információk forrásmegjelöléseként.

## Külső hivatkozások
- Paul McShane pályafutásának statisztikái a Soccerbase oldalon (angolul)

- McShane adatlapja a TransferMarkt oldalán